# Carnivores Tour
Carnivores Tour bylo společné koncertní turné amerických rockových kapel Linkin Park a Thirty Seconds to Mars. Zahájeno bylo na podporu šestého studiového alba Linkin Park, The Hunting Party (2014), a čtvrtého studiového alba Thirty Seconds to Mars, Love, Lust, Faith and Dreams (2013). Společné turné bylo oficiálně oznámeno v březnu 2014 na tiskové konferenci, kdy byl odhalen i kompletní itinerář. Začalo 8. srpna 2014 ve West Palm Beach na Floridě a skončilo 19. září v kalifornském Concordu, přičemž navštívilo arény a stadiony po celé Severní Americe. Propagovala jej společnost Live Nation a částečně jej sponzorovala společnost Infinity. Jako předskokan na turné vystoupila americká rocková skupina AFI.
Během koncertního turné členové Linkin Park a Thirty Seconds to Mars propagovali ekologičtější způsoby koncertování a spolupracovali s neziskovou organizací Music for Relief, která podporuje pomoc při katastrofách a programy na ochranu životního prostředí. Turné se setkalo s všeobecným uznáním kritiky, která chválila výkony obou umělců, produkci a show. Koncert v Hollywood Bowl v kalifornském Los Angeles byl natáčen a živě přenášen prostřednictvím interaktivní sociální platformy VyRT.

## Seznam skladeb

#### AFI
1. "The Leaving Song Pt. II"
2. "Girl's Not Grey"
3. "I Hope You Suffer"
4. "Love Like Winter"
5. "Medicate"
6. "17 Crimes"
7. "The Days of the Phoenix"
8. "Silver and Cold"
9. "Miss Murder"

#### Thirty Seconds to Mars
1. "Up in the Air"
2. "Night of the Hunter"
3. "Search and Destroy"
4. "This Is War"
5. "Conquistador"
6. "Kings and Queens"
7. "Do or Die"
8. "City of Angels"
9. "End of All Days"
10. "Hurricane"
11. "From Yesterday"
12. "The Kill"
13. "Closer to the Edge"

#### Linkin Park
1. "Guilty All the Same"
2. "Given Up"
3. "With You"
4. "One Step Closer"
5. "Blackout"
6. "Papercut"
7. "Rebellion"
8. "Runaway"
9. "Wastelands"
10. "Castle of Glass"
11. "Leave Out All the Rest" / "Shadow of the Day" / "Iridescent"
12. "Robot Boy"
13. "Numb"
14. "Waiting for the End"
15. "Final Masquerade"
16. "Wretches and Kings" / "Remember the Name"
17. "Dirt off Your Shoulder" / "Lying from You"
18. "Somewhere I Belong"
19. "In the End"
20. "Faint"

#### Encore
1. "Burn It Down"
2. "Lost in the Echo"
3. "New Divide"
4. "Until It's Gone"
5. "What I've Done"
6. "Bleed It Out"

zdroj:

## Termíny turné
| Datum           | Město            | Země            | Místo konání                        |
| Severní Amerika | Severní Amerika  | Severní Amerika | Severní Amerika                     |
| --------------- | ---------------- | --------------- | ----------------------------------- |
| 8. srpna 2014   | West Palm Beach  | USA             | Cruzan Amphitheatre                 |
| 9. srpna 2014   | Tampa            | USA             | Steinbrenner Field                  |
| 12. srpna 2014  | Charlotte        | USA             | PNC Music Pavilion                  |
| 13. srpna 2014  | Bristow          | USA             | Jiffy Lube Live                     |
| 15. srpna 2014  | Camden           | USA             | Susquehanna Bank Center             |
| 16. srpna 2014  | Mansfield        | USA             | Xfinity Center                      |
| 18. srpna 2014  | Holmdel Township | USA             | PNC Bank Arts Center                |
| 19. srpna 2014  | Wantagh          | USA             | Nikon at Jones Beach Theater        |
| 21. srpna 2014  | Darien Lake      | USA             | Darien Lake                         |
| 23. srpna 2014  | Montréal         | Kanada          | Parc Jean-Drapeau                   |
| 24. srpna 2014  | Toronto          | Kanada          | Air Canada Centre                   |
| 26. srpna 2014  | St. Paul         | USA             | Minnesota State Fair                |
| 27. srpna 2014  | Winnipeg         | Kanada          | MTS Centre                          |
| 29. srpna 2014  | Tinley Park      | USA             | First Midwest Bank Amphitheatre     |
| 30. srpna 2014  | Clarkston        | USA             | DTE Energy Music Theatre            |
| 5. září 2014    | The Woodlands    | USA             | The Cynthia Woods Mitchell Pavilion |
| 6. září 2014    | Dallas           | USA             | Gexa Energy Pavilion                |
| 8. září 2014    | Denver           | USA             | Fiddler's Green Amphitheatre        |
| 10. září 2014   | Phoenix          | USA             | US Airways Arena                    |
| 11. září 2014   | Irvine           | USA             | Verizon Wireless Amphitheatre       |
| 13. září 2014   | George           | USA             | The Gorge                           |
| 15. září 2014   | Los Angeles      | USA             | Hollywood Bowl                      |
| 16. září 2014   | Chula Vista      | USA             | Sleep Train Amphitheatre            |
| 18. září 2014   | Wheatland        | USA             | Sleep Train Amphitheatre            |
| 19. září 2014   | Concord          | USA             | Concord Pavilion                    |